# Африкат
Африкат (от латинския глагол affrico) – преградно-проходна съгласна – съгласен звук, при чието учленяване отначало има преграда по пътя на издишната струя, а след премахването ѝ на същото място се образува тесен проход, в чиито стени се трие излизащият въздух.
В българския език са: „ц“ [ts], „ч“ [tʃ], „дз“ [dz] и „дж“ [dʒ].